# Palača Modello u Rijeci
Palača Modello u Rijeci, raskošnog neobaroknog pročelja, sagrađena je 1885. godine.

## Povijest
Nalazi se nedaleko od zgrade HNK,  na mjestu srušenog "Teatra Adamich" kazališta, između Starokazališnog trga (početak Korza) na sjeveru Ul. I. Zajca prema jugu. Izgrađena po projektu bečkog atelijera Fellner i Helmer, kao palača Riječke štedionice (Cassa di Risparmio di Fiume) i za Casinò Patriottico.. Građevina je oblikovana u kompozitnom stlu, u kombinaciji bogatih ukrasnih elemenata preuzetih iz visoke renesanse i kasnog baroka. 
Dekorativnu plastiku izveo je kipar Ignazio Donegani. Atraktivna je svečana dvorana u kojoj je auditorij Talijanske unije i Zajednice Talijana Riijeka, ex Talijanskog kluba kulture (Circolo italiano di cultura), u krašena raskošnim štukaturom. Fellner i Helmer prenijeli su u Rijeku arhitekturu bečkog Ringa, pa je ta palača ravna arhitekturi metropole. U prizemlju zgrade danas djeluje Stručni odjel i periodika Gradske knjižnice Rijeka.
Istoimena palača nalazi se i u Trstu, a Rijeċani su isto tako, u takmičenju s Tratom, htjeli imati svoju model palaču.
Na palači se nalazi i ploča koju je postavio Adamićev unuk na uspomenu na Teatar Adamich koji je na istom mjestu djelovao do 1882., a srušen 1883.

## Vanjske poveznice
|  | Zajednički poslužitelj ima još gradiva o temi Palača Modello u Rijeci |